# Eosimias
Genre
Eosimias (littéralement « singe de l'aube ») est un genre éteint de Primates de la famille des Eosimiidae, considérée comme une famille basale de singes.

## Classification
Phylogénie des infra-ordres actuels de primates, d'après Perelman et al. (2011) :
|  | Simiiformes (singes)    |
|  |                         |
|  | Tarsiiformes (tarsiers) |
|  |                         |

|  | Lorisiformes (loris, galagos…)                                                          |
|  |                                                                                         |
|  | \| \| Chiromyiformes (l'aye-aye) \| \| \| \| \| \| Lemuriformes (lémuriens) \| \| \| \| |
|  |                                                                                         |
|  | Chiromyiformes (l'aye-aye)                                                              |
|  |                                                                                         |
|  | Lemuriformes (lémuriens)                                                                |
|  |                                                                                         |

|  | Chiromyiformes (l'aye-aye) |
|  |                            |
|  | Lemuriformes (lémuriens)   |
|  |                            |

|  | Simiiformes (singes)    |
|  |                         |
|  | Tarsiiformes (tarsiers) |
|  |                         |

|  | Lorisiformes (loris, galagos…)                                                          |
|  |                                                                                         |
|  | \| \| Chiromyiformes (l'aye-aye) \| \| \| \| \| \| Lemuriformes (lémuriens) \| \| \| \| |
|  |                                                                                         |
|  | Chiromyiformes (l'aye-aye)                                                              |
|  |                                                                                         |
|  | Lemuriformes (lémuriens)                                                                |
|  |                                                                                         |

|  | Chiromyiformes (l'aye-aye) |
|  |                            |
|  | Lemuriformes (lémuriens)   |
|  |                            |

K. Christopher (Chris) Beard, chef de l'équipe qui a découvert Eosimias sinensis et l'a décrit en 1994, classe Eosimias dans un groupe archaïque au sein des Simiiformes.

## Espèces
Le genre Eosimias comprend quatre espèces :
- † Eosimias sinensis, découverte en Chine en 1994
- † Eosimias centennicus, découverte en Chine en 1994[3]
- † Eosimias dawsonae
- † Eosimias paukkaungensis

## Premiers singes
Environ 16 espèces de singes primitifs ont habité la Chine à l'Éocène et les éosimidés figurent parmi les plus anciens singes connus dans le monde, datés de 45 à 42 millions d'années, pendant l'Éocène. Plusieurs autres singes archaïques ont été découverts dans les mêmes gisements où l'on avait trouvé les fossiles d'éosimidés, qui conduisent à penser que les singes sont apparus en Asie,.
Ces premiers singes auraient gagné l'Afrique il y a environ 38 millions d'années, puis rejoint avant la fin de l'Éocène les Amériques, embarqués peut-être sur des grands radeaux faits d’entrelacs de troncs d’arbres et de branches issus de tempêtes ou de crues à l'embouchure des grands fleuves africains. Les singes américains forment les platyrrhiniens, ou singes du Nouveau Monde.
La Grande Coupure, il y a 34 millions d'années, est marquée par un refroidissement rapide qui a un impact important sur la flore et les faunes, et entraine l'extinction des éosimidés.